# تور إيورإت لوير 2021
تور إيورإت لوير 2021 هو سباق دراجات هوائية، وهو الموسم رقم 52 من تور دي إيور ولوار، وأقيم خلال الفترة 14 مايو 2021، وحتى 16 مايو 2021، وضمن سباقات طواف أوروبا للدراجات 2021.
فاز  بالمركز الأول Paul Penhoët ‏، وبالمركز الثاني Kim Heiduk ‏، وبالمركز الثالث Maxime Jarnet ‏، وفاز Paul Penhoët ‏ في ترتيب النقاط، وكان الفائز حسب النقاط للشباب Paul Penhoët ‏، وكان الفائز في تصنيف الجبال James Fouché ‏.

## المراحل
| قائمة المراحل | قائمة المراحل | قائمة المراحل             | قائمة المراحل | قائمة المراحل | قائمة المراحل   | قائمة المراحل |
| المرحلة       | التاريخ       | الدورة                    |               | المسافة (كم)  | الفائز بالمرحلة | القائد العام  |
| ------------- | ------------- | ------------------------- | ------------- | ------------- | --------------- | ------------- |
| مرحلة 1       | 14 مايو       | Illiers-Combray ‏ – Brou ‏  | مرحلة مستوية  | 120٫4         | Kim Heiduk ‏     | Kim Heiduk ‏   |
| مرحلة 2       | 15 مايو       | Courville-sur-Eure ‏ – درو | مرحلة جبلية   | 187٫2         | Luke Lamperti ‏  | Kim Heiduk ‏   |
| مرحلة 3       | 16 مايو       | Bonneval ‏ – شارتر         | مرحلة مستوية  | 196٫3         | Paul Penhoët ‏   | Paul Penhoët ‏ |

## النتيجة
| المرحلة   |              | الفائز _       | التصنيف العام _ |
| --------- | ------------ | -------------- | --------------- |
| المرحلة 1 | مرحلة مستوية | Kim Heiduk ‏    | Kim Heiduk ‏     |
| المرحلة 2 | مرحلة التلال | Luke Lamperti ‏ | Kim Heiduk ‏     |
| المرحلة 3 | مرحلة مستوية | Paul Penhoët ‏  | Paul Penhoët ‏   |
| النهائي   | النهائي      |                | Paul Penhoët ‏   |

## الفائزون
| الترتيب    | الفائز                   |
| ---------- | ------------------------ |
| الفائز     | Paul Penhoët ‏            |
| الثاني     | Kim Heiduk ‏              |
| الثالث     | Maxime Jarnet ‏           |
| حسب النقاط | Paul Penhoët ‏            |
| تسلق الجبل | James Fouché ‏            |
| أفضل شاب   | Paul Penhoët ‏            |
| الفريق     | Groupama-FDJ Continental |

## وصلات خارجية
- لمحة عن سباق تور إيورإت لوير 2021 على موقع  ProCyclingStats   (برو  سايكلنج  ستاتس) - إحصاءات  محترفي  الدراجات.

- تور إيورإت لوير 2021 على موقع إحصائيات الدراجات الإحترافية (الإنجليزية)